# Archaeopone
Archaeopone är ett släkte av myror. Archaeopone ingår i familjen myror.
Kladogram enligt Catalogue of Life:
| Archaeopone | \| \| Archaeopone kzylzharica \| \| \| \| \| \| Archaeopone taylori \| \| \| \| |
|             | \| \| Archaeopone kzylzharica \| \| \| \| \| \| Archaeopone taylori \| \| \| \| |
|             | Archaeopone kzylzharica                                                         |
|             |                                                                                 |
|             | Archaeopone taylori                                                             |
|             |                                                                                 |